# Peter Behrens
Peter Behrens (14. dubna 1868, Hamburk – 27. února 1940, Berlín) byl německý architekt a designér.

## Život a dílo
Peter Behrens studoval malbu v rodném Hamburku, též v Düsseldorfu a v Karlsruhe, od roku 1886 do roku 1889. V roce 1890 se oženil s Lily Kramerovou a společně se přestěhovali do Mnichova. Nejprve pracoval jako malíř, ilustrátor a knihvazač. Často se zdržoval v okruhu lidí českého původu a zajímal se o moderní myšlení v kontextu změny pohledu na svět a myšlení novým způsobem. V roce 1899 Behrens přijal pozvání velkovévody Arnošta Ludvíka Hesenského a stal se druhým členem nově založené Darmstadtské umělecké kolonie (Darmstädter Künstlerkolonie), ve které si Behrens postavil vlastní dům a navrhl v něm všechno vybavení od nábytku přes textil, malby, keramiku až po svítidla. Stavba tohoto domu se stala přelomovým momentem v jeho životě, protože se odpoutal od myšlení secese, opustil kruhy mnichovských umělců a vydal se na cestu účelného a funkčního stylu a designu.
V roce 1903 byl Behrens jmenován děkanem umělecké školy Kunstgewerberschule v Düsseldorfu, kde úspěšně zavedl reformy v pohledu na vyučované předměty. V roce 1907 Behrens a další profesoři a umělci (Hermann Muthesius, Theodor Fischer, Josef Hoffmann, Joseph Maria Olbrich, Bruno Paul, Richard Riemerschmid, Fritz Schumacher) a 12 jiných lidí, společně založili Vereinigte Werkstätten für Kunst im Handwerk (Svaz dílen pro umění a řemesla). Svaz dílen byl inspirován hnutím Arts and Crafts, i když pohnutky k jeho založení byly utvořeny na platformě moderního myšlení. Měli v úmyslu tvořit pro průmysl, změnit strukturu společnosti z klasického modelu sociálních vrstev na jednotnou stejnorodou společnost, tímto způsobem nastavit ekonomiku sociálním směrem a tak obrátit umění i kulturu.

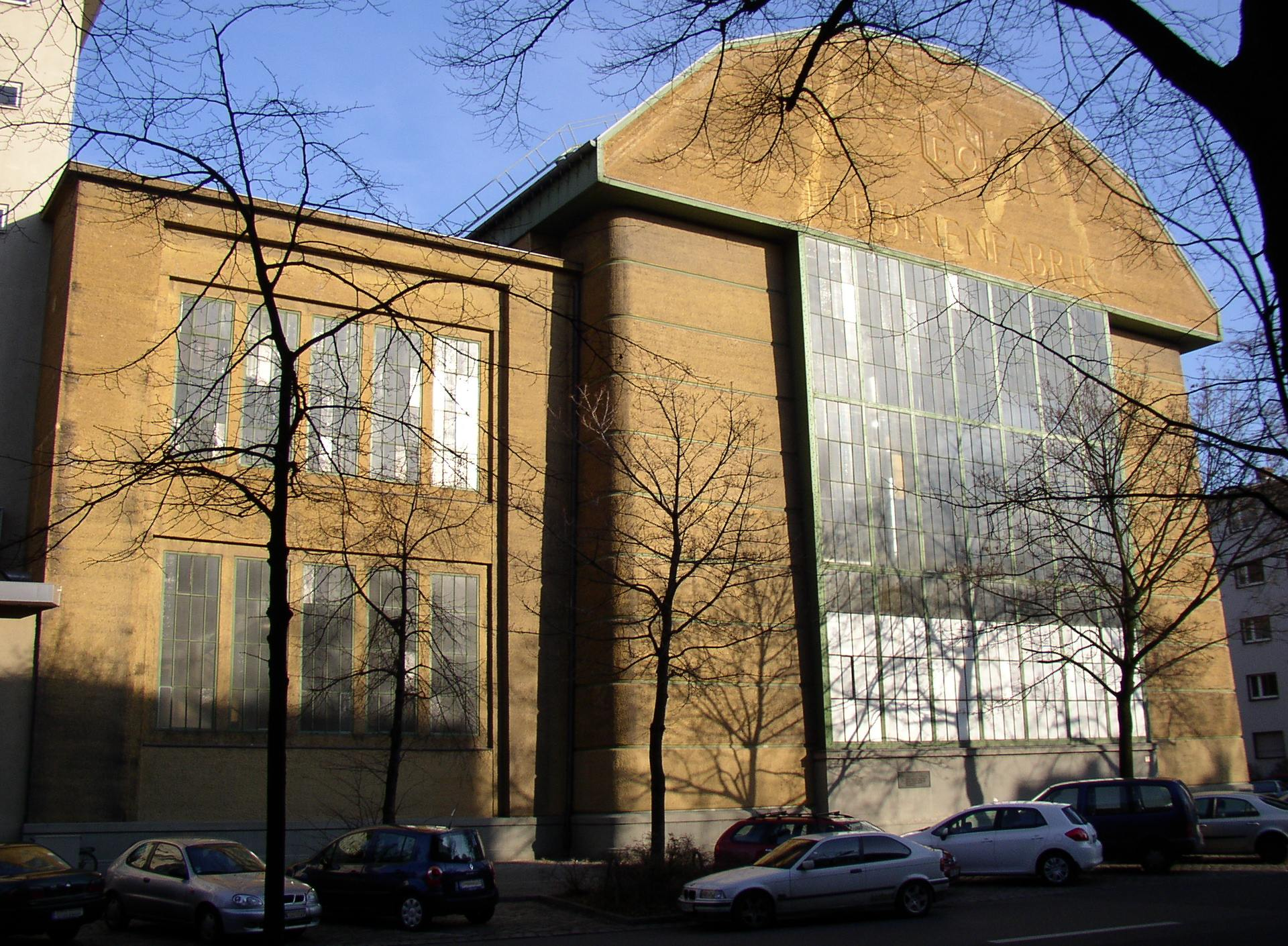
Montážní hala továrny AEG

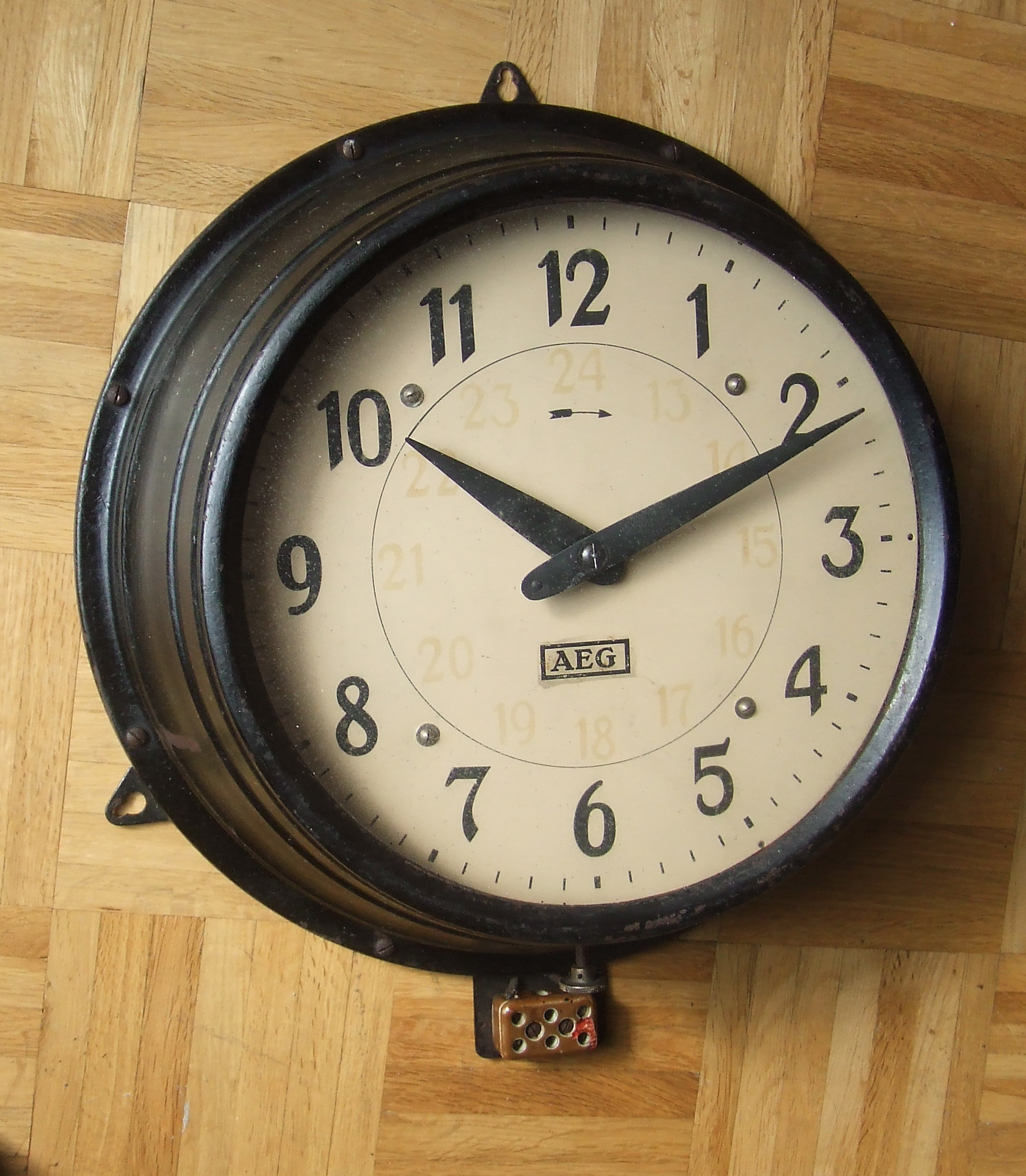
Průmyslové hodiny design Behrens pro AEG v roce 1909

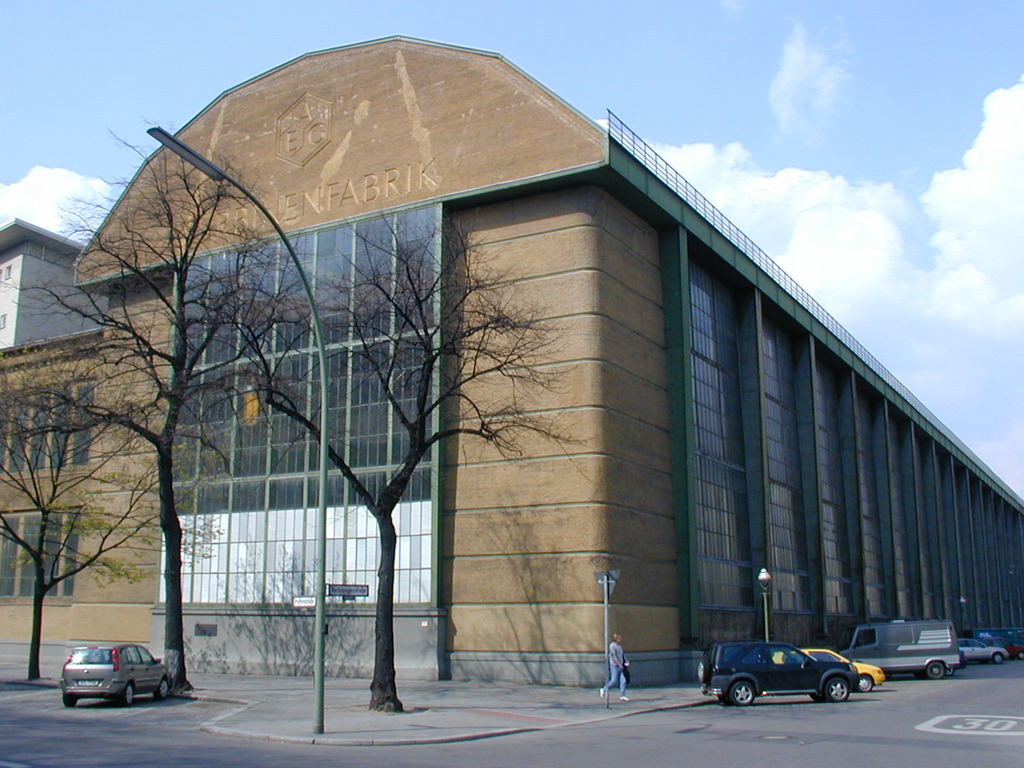
AEG Továrna na turbíny, 1910

V roce 1907 si AEG (Allgemeine Elektricitäts-Gesellschaft) najalo Behrense jako uměleckého konzultanta. Vytvořil identitu celé společnosti (logotyp, design produktů, vztahy s veřejností a způsob prezentace, atd.), a proto je považován za prvního industriálního designéra na světě. Peter Behrens nikdy nebyl zaměstnancem AEG, vždy pracoval jako svobodný poradce. Lze říci, že byl zakladatelem brandingu, a stal se i prvním brandmanažerem.
V roce 1910 Behrens navrhl a projektoval továrnu na turbíny pro AEG. Od roku 1907 do roku 1912, se v jeho týmu objevili architekti Ludwig Mies van der Rohe, Le Corbusier, Adolf Meyer, Jean Kramer a Walter Gropius (ten se později stal zakladatelem a vedoucím Bauhausu.)
V roce 1922 přijal pozvání přednášet na Akademii umění ve Vídni. V roce 1936, po smrti Hanse Poelziga, se Behrens stal děkanem fakulty architektury pruské akademie umění v Berlíně.
Peter Behrens byl paradoxní osobou v rámci politiky v architektuře během trvání Třetí říše, protože setrval na místě děkana pruské akademie umění v Berlíně. Behrens byl vůdčí osobností změny pojetí architektury a designu na přelomu století. Byl hlavním stavitelem továren a administrativních budov z oceli, skla a cihly. Oceňoval jej Albert Speer. Pod vlivem těchto okolností bylo pro nacisty nemoudré jakýmkoli způsobem ho izolovat a omezovat i když by si to přáli.[zdroj⁠?!]
Peter Behrens byl pionýrem ve všem co udělal v první polovině 20. století,[zdroj⁠?!] jeho myšlenky se šířily celosvětově za pomoci jeho studentů, na čemž měl zásluhy hlavně Walter Gropius, Ludwig Mies van der Rohe a Le Corbusier. Koncept firemní identity se rozšířil velmi rychle i do jiných společností, např. Braun a McDonald's.

### Behrens a Slovensko

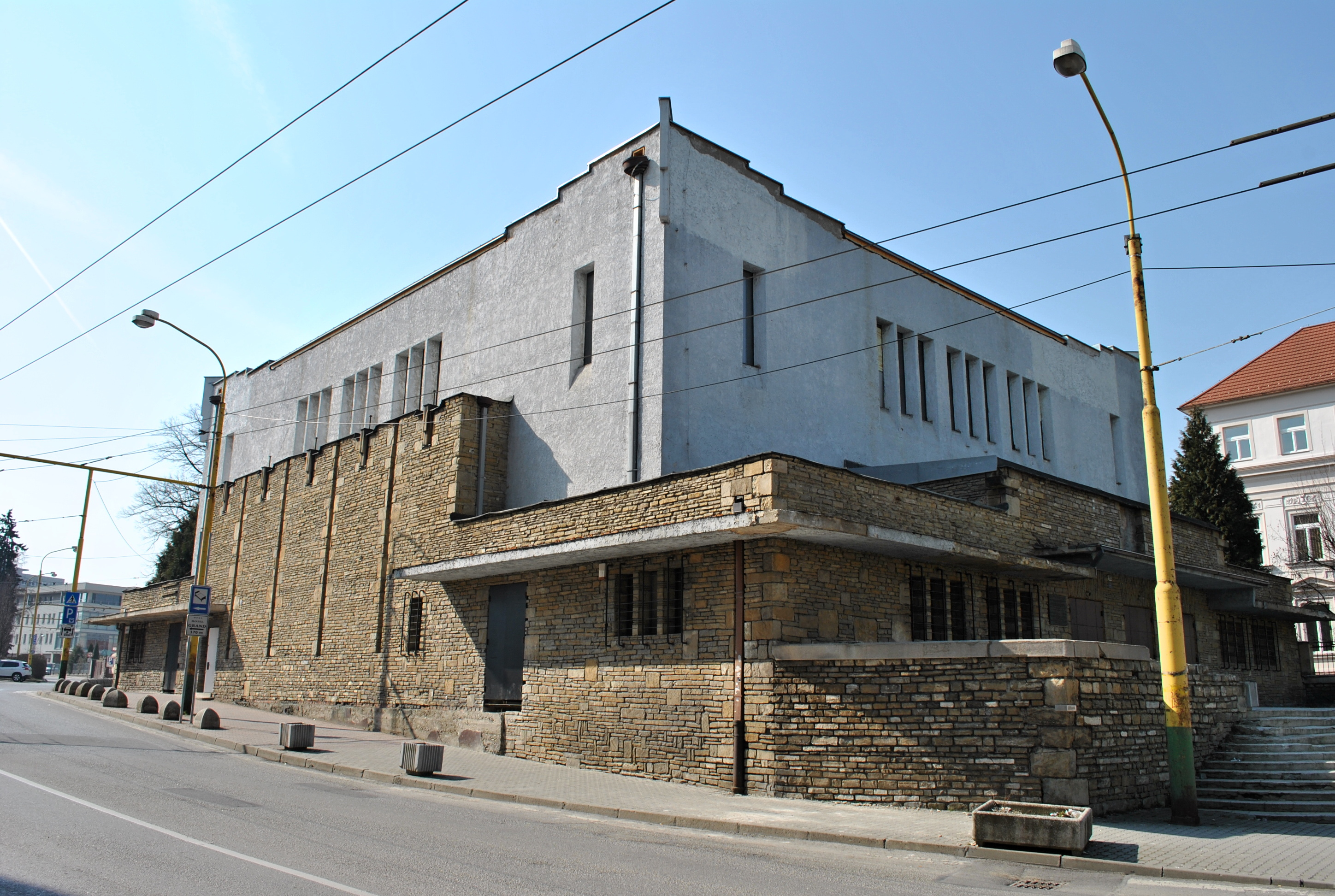
Neologická synagoga v Žilině

V Žilině vytvořil Peter Behrens neologickou synagogu na Hurbanově ulici. Patří mezi ojedinělé klenoty moderní architektury na Slovensku.